# (4136) Artmane
(4136) Artmane (1968 FJ) – planetoida z pasa głównego asteroid okrążająca Słońce w ciągu 3,61 lat w średniej odległości 2,35 j.a. Odkryta 28 marca 1968 roku.